# Collège de l’Arctique du Nunavut
Le Collège de l’Arctique du Nunavut est un collège communautaire public du Nunavut, au Canada,,.
Le collège Arctique du Nunavut compte cinq campus et centres d'apprentissage communautaires dans 25 communautés.

## Histoire
Ses origines remontent à 1968, lorsque le gouvernement des Territoires du Nord-Ouest a créé le Centre de formation professionnelle pour adultes.
En préparation de l'établissement du Nunavut en tant que territoire indépendant, le collège a été divisé le 1er janvier 1995, avec l'Collège Aurora devenant le collège public des Territoires du Nord-Ouest.